# Dunkleosteus
Dunkleosteus är ett utdött släkte av pansarhajar som levde under yngre devon för cirka 382-358 miljoner år sedan.

## Etymologi
Namnet Dunkleosteus är en kombination av det grekiska ordet osteon (οστεος), som betyder "ben", och Dunkle, efter en kurator på Cleveland Museum of Natural History vid namn David Dunkle.

## Beskrivning
Den största av arterna i släktet Dunkleosteus var Dunkleosteus terrelli som tros ha blivit upp till 9 meter lång och uppskattas kunna ha vägt över 4 ton. Likt övriga släkten av pansarhajar, täcktes kroppen framtill av skyddande benplattor. Istället för riktiga tänder hade Dunkleosteus vassa benplattor i käken som fungerade likt en näbb.
Dess käkar kunde inte bara bitas ihop med en enorm kraft, utan även öppnas med en väldig hastighet, det tros inte ha tagit mer än 20 millisekunder för käkarna att öppnas, vilket troligtvis gjorde det möjligt att fånga förbipasserande byten i ett undertryck på ett sätt som dagens marulkar använder sig av.

## Fossilfynd i världen
Fossil från olika arter av Dunkleosteus har hittats i Nordamerika, Polen, Belgien och Marocko.

## Taxonomi
Hittills har nio arter av Dunkleosteus beskrivits varav några är bland de största pansarhajarna som någonsin hittats. 
- † D. terrelli
- † D. belgicus
- † D. denisoni
- † D. marsaisi
- † D. magnificus
- † D. missouriensis
- † D. newberryi
- † D. amblyodoratus
- † D. raveri